# سی آر هیگن
 سی آر هیگن (انگلیسی: C. R. Hagen؛ زادهٔ ۲ فوریهٔ ۱۹۳۷) یک فیزیک‌دان در زمینه فیزیک ذرات اهل ایالات متحده آمریکا است.